# Метелёв, Дмитрий Алексеевич
Дми́трий Алексе́евич Метелёв (род. 15 ноября 1992 года, Кирово-Чепецк, Кировская область, РСФСР, СССР) — российский  хоккеист, выступавший за клуб главной хоккейной лиги Казахстана.

## Биография
Родился 15 ноября 1992 года в Кирово-Чепецке. Воспитанник ДЮСШ местного хоккейного клуба «Олимпия», в котором и начал свою игровую карьеру. В 2007 году в составе кирово-чепецкой команды был бронзовым призёром финала всероссийского турнира «Золотая шайба» (а сам Дмитрий был признан лучшим вратарем турнира).
В 2010—2013 годах выступал за клуб Казахской хоккейной лиги «Арлан» из Кокшетау, в сезоне 2012/2013 ставший бронзовым призёром чемпионата Казахстана. В настоящее время входит в тренерский штаб МХЛ «Олимпия».

## Достижения
Бронзовый призёр чемпионата Казахстана 2012/2013